# Alsophila aescularia
Phalène du marronnier, Alsophile printanière
Pour les articles homonymes, voir Phalène.
Espèce
Alsophila aescularia, la Phalène du marronnier ou Alsophile printanière, est une espèce de lépidoptères (papillons) de la famille des Geometridae.
On la trouve dans toute l'Europe. Elle passe l'hiver sous forme de chrysalide.
La femelle est aptère. Le mâle a une envergure de 25 à 35 mm. Il vole de mars à avril selon les endroits.
Sa larve se nourrit de nombreuses espèces d'arbres.

## Galerie

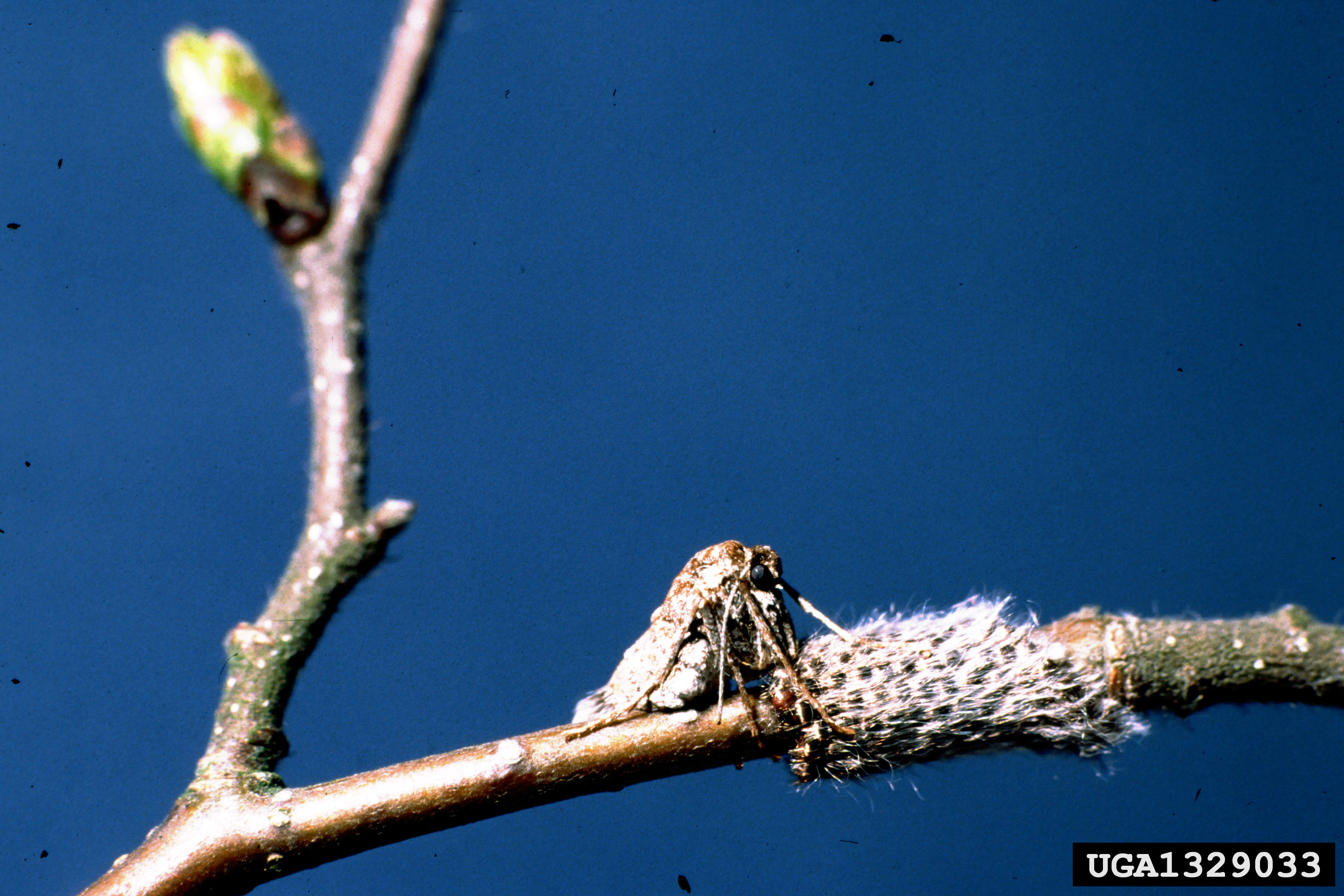
Femelle pondant ses œufs